# Gymnostoma papuanum
Gymnostoma papuanum là một loài thực vật có hoa trong họ Casuarinaceae. Loài này được (S.Moore) L.A.S.Johnson mô tả khoa học đầu tiên năm 1982.